# Dínamo solar
O dínamo solar é o processo físico que gera o campo magnético do Sol. Tal como outros corpos celestes, o Sol possui um campo magnético dipolo, produzido por uma corrente elétrica circular em movimento nas profundezas da estrela, seguindo a lei de Ampère. O mecanismo preciso do dínamo solar não é presentemente bem-conhecido.